# José Antonio Villanueva
Pour les articles homonymes, voir Villanueva.
Villanueva  Trinidad est un nom espagnol. Le premier nom de famille, en général paternel, est Villanueva ; le second, en général maternel, souvent omis, est Trinidad.
José Antonio Villanueva Trinidad (né le 3 février 1979 à Madrid) est un coureur cycliste sur piste espagnol. Il a été trois fois médaillés en championnats du monde en keirin (argent en 2002) et en vitesse par équipes (bronze en 2000 et argent en 2004).

## Palmarès

### Championnats du monde
- Manchester 2000
  -  Médaillé de bronze de la vitesse par équipes

- Ballerup 2002
  -  Médaillé d'argent du keirin

- Melbourne 2004
  -  Médaillé d'argent de la vitesse par équipes

### Coupe du monde
- 1999
  - 3e de la vitesse par équipes à Mexico

- 2000
  - 1er de la vitesse par équipes à Moscou
  - 1er de la vitesse par équipes à Cali
  - 2e du keirin à Turin

- 2001
  - 1er du keirin à Mexico
  - 3e de la vitesse à Cali

- 2002
  - 1er du kilomètre à Cali
  - 3e du keirin à Moscou

- 2003
  - 1er de la vitesse par équipes à Moscou

- 2004
  - 2e du keirin à Sydney
  - 2e de la vitesse à Sydney
  - 3e de la vitesse par équipes à Moscou

- 2004-2005
  - 3e du keirin à Los Angeles
  - 3e de la vitesse à Manchester

- 2005-2006
  - 3e de la vitesse par équipes à Moscou

### Championnats nationaux
- Champion d'Espagne de vitesse juniors en 1996 et 1997
- Champion d'Espagne de vitesse espoirs en 1999 et 2000
- Champion d'Espagne de vitesse par équipes en 2000 et 2001
- Champion d'Espagne de vitesse en 2001, 2002, 2003, 2006 et 2007
- Champion d'Espagne de keirin en 2002
- Champion d'Espagne du kilomètre en 2003